# Colin Joe
Colin Joe (chinesisch 周·科霖, Pinyin Zhōu Kē lín; * 26. März 1988 in Edmonton, Alberta) ist ein kanadischer Eishockeyspieler mit chinesischer Staatsbürgerschaft, der zuletzt bis Januar 2023 bei den Dundee Stars aus der britischen Elite Ice Hockey League (EIHL) unter Vertrag gestanden und dort auf der Position des Verteidigers gespielt hat. Zuvor war Joe unter anderem in der ECHL und der Kontinentalen Hockey-Liga (KHL) aktiv.

## Karriere
Colin Joe spielte in seiner Jugend bei den SAC Southgate Lions in der Alberta Elite Hockey League. 2003 wurde er als bester Verteidiger der U15-Division der Liga ausgezeichnet. Beim WHL Bantam Draft 2003 wurde er von den Kelowna Rockets in der dritten Runde an insgesamt 60. Stelle ausgewählt. Von 2004 bis 2008 lief er für das Team aus British Columbia mehr als 250-mal in der Western Hockey League (WHL), die er 2005 mit dem Team gewinnen konnte, auf. Die Spielzeit 2008/09 verbrachte er beim Ligakonkurrenten Saskatoon Blades. Von 2000 bis 2014 spielte er während seines Studiums dort für die Mannschaft der University of Alberta um die Meisterschaft von Canadian Interuniversity Sport (CIS), die 2014 durch einen Endspielsieg gegen die University of Saskatchewan gewonnen werden konnte, nachdem 2010 das Finale erst nach Verlängerung gegen die Saint Mary’s University Halifax verloren worden war.
Im März 2014 erhielt Colin Joe seinen ersten Profivertrag bei den Bakersfield Condors aus der ECHL. Nach saisonübergreifend nur neun Einsätzen, wechselte er im November 2014 zum Ligakonkurrenten Colorado Eagles, bei dem er bis 2016 spielte. Anschließend ging er nach Europa, wo er zwei Jahre beim DVTK Jegesmedvék spielte, mit dem er 2017 die ungarische Meisterschaft und die MOL Liga gewinnen konnte. 2018 wechselte er in die Organisation des Kunlun Red Star in die Volksrepublik China. Nachdem er zunächst für das Farmteam KRS-BSU Peking in der Wysschaja Hockey-Liga auf dem Eis gestanden hatte, spielte er in der Saison 2021/22 für den Roten Stern in der Kontinentalen Hockey-Liga (KHL). Anschließend zog es ihn im August 2022 zu den Dundee Stars aus der britischen Elite Ice Hockey League (EIHL). Der Kanadier verließ den schottischen Klub aber bereits im Januar 2023 nach 26 Einsätzen vorzeitig, nachdem sein Vertrag aufgelöst worden war.

### International
Im April 2022 lief Joe unter dem Namen Zhou Kelin für die chinesische Nationalmannschaft bei der Weltmeisterschaft der Division II 2022, bei der die chinesische Mannschaft souverän den Aufstieg in die Division I schaffte, auf. Dort spielte er anschließend bei der Weltmeisterschaft 2023.

## Erfolge und Auszeichnungen
| - 2003 Bester Verteidiger der Alberta Elite Hockey League U15 - 2005 Ed-Chynoweth-Cup-Gewinn mit den Kelowna Rockets - 2014 University-Cup-Gewinn mit der University of Alberta | - 2017 Ungarischer Meister mit dem DVTK Jegesmedvék - 2017 Gewinn der MOL Liga mit dem DVTK Jegesmedvék |

### International
- 2022 Aufstieg in die Division IB bei der Weltmeisterschaft der Division IIA

## Karrierestatistik
Stand: Ende der Saison 2022/23

### International
Vertrat die Volksrepublik China bei:
- Weltmeisterschaft der Division IIA 2022
- Weltmeisterschaft der Division IB 2023

(Legende zur Spielerstatistik: Sp oder GP = absolvierte Spiele; T oder G = erzielte Tore; V oder A = erzielte Assists; Pkt oder Pts = erzielte Scorerpunkte; SM oder PIM = erhaltene Strafminuten; +/− = Plus/Minus-Bilanz; PP = erzielte Überzahltore; SH = erzielte Unterzahltore; GW = erzielte Siegtore; 1 Play-downs/Relegation; Kursiv: Statistik nicht vollständig)